# Cerje Letovanićko
Cerje Letovanićko est un village de la municipalité de Lekenik (comitat de Sisak-Moslavina) en Croatie. Au recensement de 2011, le village comptait 73 habitants.